# Dennis Ralston
Richard Dennis Ralston (27. července 1942 Bakersfield – 6. prosince 2020 Austin) byl americký tenista. Byl deblovým specialistou. Ve čtyřhře třikrát vyhrál US Open (1961, 1962, 1963), jednou triumfoval ve Wimbledonu (1960), jednou na Roland Garros (1966). Jeho vítězství v All England Clubu z roku 1960 z něj činí nejmladšího wimbledonského vítěze ve čtyřhře; jeho partnerem zde byl Mexičan Rafael Osuna. Všechna tři vítězství na US Open vybojoval po boku krajana Chucka McKinleyho, vítězství na French Open ve dvojici s jiným Američanem Clarkem Graebnerem. V mixu hrál dvakrát finále Wimbledonu (1962, 1966) a dvě na americkém šampionátu (1961, 1969). Ve dvouhře bylo jeho grandslamovým maximem wimbledonské finále v roce 1966, v němž podlehl Španělovi Manuelu Santanovi. Roku 1963 vyhrál Davis Cup. V roce 1967 přestoupil k profesionálům. Po skončení hráčské kariéry v roce 1977 se věnoval trénování, americkou reprezentaci přivedl k vítězství v Davisově poháru roku 1972 a šest let trénoval Chris Evertovou. V roce 1987 byl uveden do Mezinárodní tenisové síně slávy.